# جيمي ستيوارد
جيمي ستيوارد (بالإسبانية: Jimmy Stewart)‏ هو لاعب كرة قدم هندوراسي في مركز حراسة المرمى، ولد في 9 ديسمبر 1946 في بورتو كورتيس في هندوراس. شارك مع منتخب هندوراس لكرة القدم. أما مع النوادي، فقد لعب مع ريال إسبانيا ونادي بلاتنسي ونادي ماراثون.

## وصلات خارجية
- جيمي ستيوارد على موقع الاتحاد الدولي (مؤرشف)  (الإنجليزية)
- جيمي ستيوارد على موقع قاعدة بيانات كرة القدم.إي يو (الإنجليزية)
- جيمي ستيوارد على موقع ناشيونال فوتبول تيمز (الإنجليزية)
- جيمي ستيوارد على موقع Soccerway.com (الإنجليزية)
- جيمي ستيوارد على موقع عالم كرة القدم.نت (الإنجليزية)